# Bloque Nacionalista Rural
El Bloque Nacionalista Rural (BNR) es un partido político español local del municipio canario de Gáldar y Agaete, fundado en 1998. 
En las elecciones municipales de 2003 obtuvo cinco concejales. Formó grupo de gobierno junto a la coalición electoral formada por el Partido Popular y Unión Progresista de Gáldar (PP-UnPG). Sin embargo, en octubre de 2004 se rompió el citado pacto de gobierno por diversos motivos que culminaron con la marcha de José Juan Rodríguez (hasta entonces del BNR) a la coalición electoral PP-UPG. A partir de este momento, el BNR quedó en la oposición con cuatro concejales hasta las siguientes elecciones municipales.
En las elecciones municipales de 2007 se presentó en coalición con Nueva Canarias - Nueva Gran Canaria obteniendo siete concejales. Tras ello gobernó el Ayuntamiento de Gáldar junto con el PSOE local, socio asimismo de gobierno de Nueva Canarias - Nueva Gran Canaria en el Cabildo de Gran Canaria. El grupo de gobierno estuvo formado por 11 concejales.  
En las elecciones municipales de 2011 el Bloque Nacionalista Rural - Nueva Canarias se convirtió, por primera vez, en la fuerza más votada del municipio con el 38,06% de los votos, lo que le permitió obtener 9 actas de concejal. En la actualidad, el BNR-NC ostenta la alcaldía del municipio y forma grupo de gobierno con el PSC-PSOE
En las elecciones municipales de 2015 celebradas el 24 de mayo, Teodoro Sosa Monzón volvió a encabezar la lista del BNR-NC y obtuvo la confianza mayoritaria de los ciudadanos de Gáldar, quienes le respaldaron con 7.136 votos que le otorgaron la primera mayoría absoluta con 12 concejales en el Ayuntamiento de Gáldar.
En las elecciones municipales celebradas el 26 de mayo de 2019 el "PlanTeo" del BNR-NC logró batir todos los récords de apoyo popular hasta la fecha en el municipio de Gáldar. La candidatura liderada por Teodoro Sosa recibió 10.292 votos, que le otorgaron 17 concejales en el Pleno municipal, cinco más que el mandato anterior. Estos resultados lo convirtieron, con el 70% de los votos, en el alcalde con mayor apoyo en concejales de la isla y uno de los que más apoyo tiene en ciudades de más de 20.000 habitantes de toda España. Además, Sosa obtuvo el respaldo para ser una vez más consejero del Cabildo de Gran Canaria, al presentarse en la candidatura de Antonio Morales en el número seis.
En las elecciones municipales celebradas el 28 de mayo de 2023 el BNR-NC logró superar una vez más los récords de apoyo popular en el municipio de Gáldar que había alcanzado en el 2019. La candidatura liderada por Teodoro Sosa recibió 11.245 votos, que le otorgaron 19 concejales en el Pleno municipal, dos más que el mandato anterior. Estos resultados lo convirtieron, con el 78% de los votos, en el alcalde con mayor apoyo en concejales de España en ciudades de más de 20.000 habitantes. Asimismo, Teodoro Sosa volvió a recibir el respaldo para ser una vez más consejero del Cabildo de Gran Canaria, al presentarse como número dos en la candidatura de Antonio Morales.
En dichas elecciones el BNR extendió sus siglas al municipio vecino de Agaete logrando, con Jesús González al frente, cuatro concejales, lo que le permitió ostentar la Alcaldía del municipio.
El 28 de enero de 2025 la Asamblea General del BNR aprobó por unanimidad la desvinculación de Nueva Canarias-Bloque Canarista, en una sesión multitudinaria que contó con el 94% de la militancia con derecho a voto. Así, procedió a la desconexión de NC-bc tras una alianza que se remonta a 2005, año de creación de dicha formación.
Posteriormente, el 29 de mayo de 2025 el BNR se convirtió en uno de los partidos fundadores de Municipalistas Primero Canarias, que aglutina a organizaciones y colectivos de carácter municipalista de todo el Archipiélago con la premisa de anteponer los intereses de Canarias y de su gente dentro del nacionalismo progresista.

## Resultados electorales
Bloque Nacionalista Rural se presenta en las elecciones locales de los municipios de Gáldar y Agaete.
| Elecciones | Número de votos | Porcentaje de votos | Concejales |
| ---------- | --------------- | ------------------- | ---------- |
| 2023       | 11.245          | 78,84 %             | 19/21      |
| 2019       | 10.292          | 69,62 %             | 17/21      |
| 2015       | 7.136           | 50,7 %              | 12/21      |
| 2011       | 5.727           | 38,91 %             | 9/21       |
| 2007       | 4.607           | 29,79 %             | 7/21       |
| 2003       | 3.893           | 24,59 %             | 5/21       |

| Elecciones | Número de votos | Porcentaje de votos | Concejales |
| ---------- | --------------- | ------------------- | ---------- |
| 2023       | 1245            | 34,63 %             | 4/13       |